# The Invisible Man (Queen)
The Invisible Man è un singolo del gruppo musicale britannica Queen, pubblicato il 7 agosto 1989 come terzo estratto dal tredicesimo album in studio The Miracle.

## Descrizione
La canzone è cantata prevalentemente dal cantante Freddie Mercury, con il batterista Roger Taylor interprete di alcune parti. Inizialmente l'album The Miracle avrebbe dovuto prendere il nome di The Invisible Men, ma poi si preferì dare questo nome (anche se al singolare, "The Invisible Man") a tale traccia. Questo è l'unico brano in studio dei Queen dove sono menzionati i nomi dei membri del gruppo, nell'ordine: Mercury (00:18), John Deacon (00:53), Brian May (02:11) e Taylor (03:12) e sono menzionati proprio prima di un "assolo" dello strumento suonato dal componente.
Nel 2010 il singolo è stato ripubblicato all'interno del box set The Singles Collection Volume 3.
Inoltre il cantante Scatman John ne fece una cover.

## Video musicale
Il videoclip, girato dai Torpedo Twins il 26 luglio 1989 (lo stesso giorno del compleanno di Roger Taylor), è un misto tra realtà e fantascienza: i Queen escono da un videogioco e giocano con un ragazzo; alla fine della canzone tutto torna normale.

## Tracce
Testi e musiche dei Queen.
CD, 12"
1. The Invisible Man (12" Version) – 5:30
2. Hijack My Heart (Non-Album B-side) – 4:11
3. The Invisible Man (Album Version) – 3:57

MC, 7"
1. The Invisible Man (Album Version) – 3:57
2. Hijack My Heart (Non-Album B-side) – 4:11

## Formazione
- Freddie Mercury - voce
- Brian May - chitarra solista
- John Deacon - basso, chitarra ritmica
- Roger Taylor - batteria, voce, tastiera, cori, chitarra